# Filip Kuzmanovski
Filip Kuzmanovski (mazedonisch Филип Кузмановски, * 3. Juli 1996 in Bitola) ist ein nordmazedonischer Handballspieler.

## Karriere

### Im Verein
Mit dem Handball begann Kuzmanovski in seiner Geburtsstadt Bitola beim RK Pelister. Von 2015 bis 2018 spielte er für RK Metalurg Skopje, wo er auch in der EHF Champions League spielte. 2018 stand er für eine Saison beim RK Eurofarm Rabotnik im Kader, bevor er dann 2019 in die Bundesliga zum SC Magdeburg wechselte. Nach einem Jahr in Magdeburg bat er um die Auflösung seines Vertrages und stand ab 2020 im Kader des Ligakonkurrenten TSV Hannover-Burgdorf. Im Februar 2023 wechselte er zur HSG Wetzlar. Im November 2023 wurde sein Vertrag vorzeitig aufgelöst und er kehrte in seine Heimat zu RK Eurofarm Pelister zurück.

### In Auswahlmannschaften
Mit der Juniorennationalmannschaft nahm er an der U-21 Weltmeisterschaft 2017 teil und belegte dort den 6. Platz. Sein erstes Turnier mit der A-Nationalmannschaft war die Europameisterschaft 2016. Er stand als jüngster Spieler im Kader und erzielte 6 Tore in 6 Spielen. Weiter nahm er mit Mazedonien an der Europameisterschaft 2018 teil und belegte den 11. Platz. Bei der Weltmeisterschaft 2019 stand er erstmals bei einer Weltmeisterschaft im Kader der Nationalmannschaft. Auch bei den Europameisterschaften 2020 und 2022 stand er im Aufgebot von Mazedonien. Ebenfalls nahm er an den Weltmeisterschaften 2021 und 2023 teil. Er stand im Kader für die Europameisterschaft 2024 und belegte mit Nordmazedonien den 17. Platz. Bei der Weltmeisterschaft 2025 warf er 49 Tore in sechs Spielen und belegte mit dem Team den 15. Platz.